# 大口清行
大口 清行（おおぐち きよゆき、? - 寛文10年（1670年）11月6日）は、江戸時代前期から中期の武士。阿波徳島藩大口氏3代当主。通称・伊兵衛。

## 経歴
清行は、阿波徳島藩家臣大口清秀の嫡男に生まれる。母は南半左衛門の娘。幼名を大口勝九郎といい、元服して大口伊兵衛清行と名乗る。父の清秀とともに徳島藩蜂須賀家に仕えた。
渡瀬由則の妹を正室としたが離別し、継室として叔父・大口信賢の友人である山田権左衛門の妹を迎え入れた。
寛文8年（1668年）1月4日、清秀が病死すると家督を継ぎ、大口家の当主となって徳島城下に250石を領するも、2年後の寛文10年（1670年）11月6日に病気で急死した。

## 氏族
大口氏は、藤原秀郷の末裔とされ、伊勢国大口郷（現在の三重県松阪市大口町付近）に本拠を置く土豪となった。つまり本姓は藤原であるため、正式な姓名は藤原清行である。清行の子孫も代々阿波徳島藩に仕えた。だが清行の弟・大口成房は松平信綱に仕えて関東の武蔵国に移ったため、この代で大口家は阿波大口家と武蔵大口家に分かれた。

## 系譜
- 祖父：大口茂右衛門清古
- 父：大口伊兵衛清秀
- 母：南半左衛門某娘
- 正室：渡瀬九郎左衛門由則妹
- 継室：山田権左衛門某妹
  - 長男：大口茂右衛門清信
  - 次男：飯沼丹左衛門長高（飯沼幾右衛門長賀養子）
  - 長女：先山杢右衛門親行室
  - 三男：梯孫左衛門政休（梯藤九郎吉春養子）
  - 次女：佐野市之丞利重室